# Nikodem Dyzma (postać)
Nikodem Dyzma – literacka postać fikcyjna, tytułowy bohater powieści Tadeusza Dołęgi-Mostowicza pt. Kariera Nikodema Dyzmy (druk w odcinkach 1931, wydanie książkowe 1932) oraz jej adaptacji filmowych i teatralnych, a także kontynuacji literackich.
Żył w Polsce w początkowych dekadach XX wieku. Powieść Dołęgi-Mostowicza przedstawia tylko krótki okres w jego życiu na przełomie lat 20. i 30.

## Życiorys

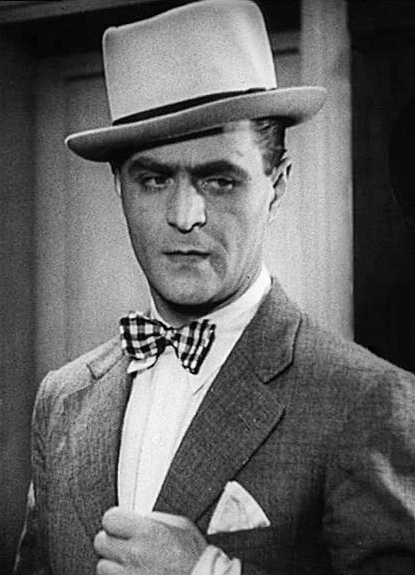
Adolf Dymsza, odtwórca roli Nikodema Dyzmy z ekranizacji z 1956 roku

Nikodem Dyzma urodził się około 1894 roku (w chwili rozpoczęcia fabuły powieści ma 36 lat) w rodzinie rzymskokatolickiej. Wychowywał się w Łyskowie, niewielkim mieście powiatowym we wschodniej Polsce. Uczęszczał do gimnazjum, lecz został z niego wydalony w czwartej klasie za upór i brak pilności. Najbliższą rodzinę stracił w młodym wieku.
Przed I wojną światową w rodzinnym Łyskowie podjął pracę u rejenta Windera w charakterze gońca. Dzięki niewielkiej znajomości języka niemieckiego zdołał utrzymać się na tej posadzie stosunkowo długo. Następnie na krótko zatrudniony był w łyskowskim Urzędzie Poczty i Telegrafu.
W czasie wojny służył przez trzy lata w wojsku, najprawdopodobniej rosyjskim, w batalionie telegraficznym, gdzie osiągnął stopień frajtra (starszego szeregowego). Okres przynależności do armii uważał za najszczęśliwszy w swoim życiu.
Po zakończeniu wojny ponownie podjął pracę na poczcie w Łyskowie, gdzie pracował na niskim stanowisku urzędniczym. Jego przełożonym był naczelnik poczty pan Boczek. Dyzma narzekał wtedy na niską pensję i złe traktowanie. W wyniku redukcji etatów utracił tę pracę. Dzięki protekcji proboszcza znalazł zajęcie w powiatowej czytelni w Łyskowie, lecz utrzymał się tam tylko kilka miesięcy.
W okresie łyskowskim wzorem elegancji był dla niego syn Windera, student ze Lwowa. Osiągnięciem towarzyskim były natomiast spotkania w saloniku u państwa Boczków, gdzie miał okazję poznać złotą łyskowską młodzież, w tym dwie panny Boczkówny, miejscowe piękności. Rozrywkę stanowiły tańce, na których Dyzma spędzał czas, oraz gra w bilard w cukierni Aronsona. W czasie pracy w czytelni miał też możliwość zetknąć się z literaturą, w tym z najlepszą książką, jaką czytał, czyli Trędowatą.
Wobec braku perspektyw w Łyskowie postanowił wyjechać do Warszawy. Zatrudnił się w barze „Pod Słoniem” na ul. Pańskiej, gdzie zarabiał pięć złotych dziennie i kolację, grając na mandolinie. Po zamknięciu baru został skierowany przez Urząd Pośrednictwa Pracy do robót przy budowie węzła kolejowego, gdzie utrzymał się przez dwa tygodnie. Wykorzystując łyskowskie doświadczenia towarzyskie oraz zakupiwszy za ostatnie pieniądze smoking, bezskutecznie starał się o posadę fordansera w lokalach warszawskich. W tym okresie za 15 złotych tygodniowo wynajmował łóżko u Barcików w mieszkaniu przy ulicy Łuckiej na Woli.
Dnia 15 lipca (najprawdopodobniej 1930 roku) znalazł przypadkowo na ulicy zaproszenie na rządowy raut w Hotelu Europejskim. Pojawił się tam, aby skorzystać z okazji i najeść się. Dzięki przypadkowej sytuacji na raucie nawiązał znajomość z ustosunkowanymi osobami ze sfer rządowych – pułkownikiem Wacławem Waredą, ministrem Jaszuńskim i innymi, a następnie z przemysłowcem Leonem Kunickim, który zaproponował mu stanowisko w swoim majątku i dwa i pół tysiąca złotych pensji.
Krótko po spotkaniu na raucie Nikodem Dyzma wyjechał do Koborowa, majątku na Grodzieńszczyźnie, gdzie został administratorem dóbr Leona Kunickiego. Tam również poznał żonę Kunickiego, hrabiankę Ninę Kunicką, z domu Ponimirską, oraz jej brata Żorża Ponimirskiego. Otworzyło mu to znajomości w sferach arystokratycznych Warszawy.
Dzięki znajomościom zawartym na raucie i pomysłom zaczerpniętym od Kunickiego, wkrótce zyskał opinię doskonałego ekonomisty i został prezesem Państwowego Banku Zbożowego. Przystąpił również do loży masońskiej. Uczestniczył w wydarzeniach kulturalnych i politycznych, jednocześnie układając swoje życie prywatne i karierę coraz mniej uczciwymi metodami, nie stroniąc od oszustw, szantażu, przemocy, zdrady, a nawet, jak wierzy, kontaktów z diabłem.
W końcu został mężem Niny Ponimirskiej i współwłaścicielem jej majątku, stał się pełnoprawnym członkiem elity kraju, zaliczanym nawet do arystokracji. Szczytowym osiągnięciem w karierze Nikodema Dyzmy jest powierzenie mu przez prezydenta Rzeczypospolitej Polskiej misji stworzenia rządu. Ku zaskoczeniu wszystkich Dyzma miał wątpliwości czy przyjąć stanowisko premiera.

### Charakterystyka
Przypadkowe spotkanie stało się początkiem zawrotnej kariery Nikodema. Niedouczony urzędniczyna wspiął się po stopniach kariery, a jego ignorancja polityczna i gospodarcza długo pozostawała niezauważona przez otoczenie. Postać Nikodema Dyzmy stała się symbolem cwaniactwa i karierowiczostwa. Dyzma w miarę czasu nabrał pewności siebie, zapomniał o swoim pochodzeniu i wywyższał się nad pospólstwo.

### Wygląd
Jest on opisany w powieści jako niezbyt przystojny mężczyzna, silnie zbudowany, o twardym karku, rozrzedzonych włosach barwy orzecha włoskiego oraz grubych wargach.

## W adaptacjach

### Film
Rolę Nikodema Dyzmy w filmie fabularnym Nikodem Dyzma (1956) zagrał Adolf Dymsza, zaś w serialu telewizyjnym Kariera Nikodema Dyzmy (1980) zagrał ją Roman Wilhelmi.
W filmie Kariera Nikosia Dyzmy z 2002 roku – będącym przeniesioną w czasy współczesne, luźną adaptacją powieści Dołęgi-Mostowicza – w postać Nikosia Dyzmy wcielił się Cezary Pazura.
W rozpoczętych, ale niezrealizowanych ekranizacjach rolę Dyzmy mieli również odgrywać Eugeniusz Bodo (niezrealizowany film z 1938 roku) i Wojciech Malajkat (niezrealizowany film i serial Kariera Sebastiana Dyzmy, lata 1999–2001).

### Słuchowisko radiowe
W serialu radiowym Kariera Nikodema Dyzmy z 1979 roku (reż. Juliusz Owidzki) w rolę Nikodema Dyzmy wcielił się Marian Kociniak.

### Teatr
Z kolei w rolach teatralnych w postać Dyzmy wcielali się m.in.:
- Feliks Żukowski (sztuka Kariera Stanisława Powołockiego, Teatr 7.15 Łódź, reż. Feliks Żukowski, 1960)[14]
- Waldemar Czyszak (Teatr Polski w Bydgoszczy, reż. Remigiusz Caban, 1995)[15]
- Jacenty Jędrusik (Dyzma musical Władysława Korcza, Teatr Rozrywki w Chorzowie, reż. Laco Adamík, 2002)[16]
- Andrzej Chudy (Dyzma musical Władysława Korcza, Teatr Miejski im. Witolda Gombrowicza w Gdyni, reż. Jan Szurmiej, 2007)[17]
- Paweł Sanakiewicz (Teatr im. Stefana Żeromskiego w Kielcach, reż. Piotr Sieklucki, 2010)[18]
- Grzegorz Gromek (Teatr im. Stefana Jaracza w Olsztynie, reż. Michał Kotański, 2013)[19]
- Przemysław Bluszcz (Teatr Syrena w Warszawie, reż. Wojciech Kościelniak, 2014)[20].

## W kontynuacjach literackich
Kontynuacji losów Nikodema Dyzmy podjął się Andrzej Makowiecki pod pseudonimem Andrzej Dołęga-Łada w satyrycznych powieściach Syn Nikodema Dyzmy oraz Krucjata Nikodema Dyzmy (1993), z fabułą osadzoną w czasach powojennych. Nie ukazała się zapowiadana na okładce drugiego tomu kolejna część trylogii pt. Zemsta Nikodema Dyzmy.
W 2003 roku ukazała się powieść Tadeusza Zubińskiego pt. Nikodem Dyzma w Łyskowie, będąca prequelem powieści Dołęgi-Mostowicza. Historia opowiada losy Dyzmy w prowincjonalnym Łyskowie w latach 20., zanim bohater trafił do Warszawy.
Kontynuację powieści napisał również Kazimierz Dymek w trzech kolejnych tomach: Hauptmann Hirsch, czyli dalsze losy Nikodema Dyzmy (2012), Rotmistrz Ostrowski, czyli część druga dalszych losów Nikodema Dyzmy (2013) oraz Major von Kurtitz, czyli część trzecia dalszych losów Nikodema Dyzmy (2014). Fabuła sensacyjnych powieści Dymka rozgrywa się tuż przed wybuchem II wojny światowej i w czasie jej trwania.
Dalsze losy bohaterów Kariery opowiada również książka Lesława Furmagi Upadek Nikodema Dyzmy z 2013 roku. Akcja powieści rozgrywa się tuż przed wybuchem wojny w 1939 roku, gdy sam Nikodem Dyzma jest prezydentem Polski.
W 2013 roku ukazała się również powieść Marcina Wolskiego pt. Prezydent von Dyzma, której akcję znany pisarz i satyryk umieszcza również w 1939 roku, w przededniu wojny. W kontynuacji Wolskiego przewijają się postaci literackie z historycznymi, a intryga nawiązuje do publicystyki historycznej Piotra Zychowicza i jego koncepcji wspólnej wyprawy niemiecko-polskiej przeciw ZSRR.
W 2020 roku ukazała się w formie książkowej i audiobooka kontynuacja powieści autorstwa Artura Wolskiego pt. Trzecie Życie Nikodema Dyzmy. Jej akcja dzieje się w drugiej połowie lat 30. głównie w Piotrkowie Trybunalskim i okolicach.